# بنتلي نيفادا
بنتلي نيفادا (بالإنجليزية: Bently Nevada)‏ هي شركة برمجيات وخدمات لحماية الأصول ومراقبة الحالة للعمليات الصناعية على مستوى المصنع والتي اكتسبت شهرة كشركة رائدة في هذا المجال. تُستخدم منتجاتها لمراقبة الحالة الميكانيكية للمعدات الدوارة في مجموعة متنوعة من الصناعات بما في ذلك إنتاج النفط والغاز، و الطاقة الكهرومائية، و طاقة الرياح، و معالجة الهيدروكربونات، وتوليد الطاقة الكهربائية، ولب الورق والورق، والتعدين، ومعالجة المياه والصرف الصحي. تأسست الشركة في عام 1961 على يد دون بنتلي.كان دون بنتلي أول من صنع مجس تقارب ناجح تجاريًا للتيار الدوامي والذي يقيس الاهتزاز في الماكينات التوربينية عالية السرعة من خلال السماح بالمراقبة المباشرة للعمود الدوار. كما أجرت الشركة أيضًا أبحاثًا في مجال الديناميكا الدوارة، مما زاد من المعرفة بأعطال الآلات مثل شقوق العمود وعدم الاستقرار الناجم عن السوائل. ساعدت أبحاثها أيضًا في تنقيح المعادلات المستخدمة لوصف السلوك الاهتزازي في الأنظمة الديناميكية الدورانية.ظلت بنتلي نيفادا مملوكة ملكية خاصة حتى عام 2002 عندما استحوذت عليها شركة جنرال إلكتريك وأصبحت جزءًا من جي إي للزيت والغاز. في عام 2017، اشترت جنرال إلكتريك شركة بيكر هيوز ودمجتها مع قسم النفط والغاز في جنرال إلكتريك لتشكيل شركة بيكر هيوز، وهي شركة جنرال إلكتريك (BHGE). احتفظت جي إي بحصة 62.5% من الشركة المندمجة. في أكتوبر 2019، باعت جي إي جزءًا من حصتها البالغة 62.5% في BHGE، وأعيد تسمية الشركة الأم جنرال إلكتريك (BHGE) باسم بيكر هيوز. يقع المقر الرئيسي لشركة بنتلي نيفادا في ميندين، نيفادا، على بعد حوالي ساعة واحدة جنوب رينو.في عام 2019، أعلنت جنرال إلكتريك عن خطط لخفض ملكيتها في بيكر هيوز من 50.4% إلى 38.4% بفقدان سيطرة الأغلبية. في سبتمبر 2019، باعت جنرال إلكتريك حصة كبيرة بما يكفي في بيكر هيوز لتفقد مكانتها كمساهم رئيسي. مع خسارة جنرال إلكتريك كمساهم رئيسي، اكتمل فصل جنرال إلكتريك عن جنرال إلكتريك تم تغيير اسم الشركة إلى شركة بيكر هيوز، مما جعلها شركة مستقلة لتكنولوجيا الطاقة. ظلت بنتلي نيفادا إحدى شركات بيكر هيوز بعد الانفصال عن شركة جنرال إلكتريك. منذ بداية تحقيق التقارب، كانت شركة بنيلتي نيفادا شركة رئيسية في سوق حماية الأصول ومراقبة الحالة. لقد قدمت مساهمات رئيسية في معايير مراقبة الماكينة. اعتبارًا من عام 2018، كان يعمل بها أكثر من 1400 شخص في جميع أنحاء العالم، مع مرافق في تسعة بلدان، ولديها أكثر من أربعة ملايين جهاز استشعار.

## روابط خارجية
- Bently Nevada website
- Baker Hughes website